# الشيوع
الشيوع أو الملكية المشاعة وأحيانا الملكية الشائعة هو نظام أراضي قديم كان سائداً في عدة مناطق في الفترة العثمانية. والمشاع: هو الأراضي التي تكون ملكيتها لمجموع السكان وغالباً ما يكون أهل قرية واحدة حيث تكون أراضي القرية جميعها ملك لسكان هذه القرية، ويضم معاني عدة تتعلق جميعها بالحقوق المشتركة لمجموعة معينة من الأفراد على أرض أو حيز معين، الذين هم أبناء القرية أو أبناء المنطقة، ولقد أطلق هذا المصطلح على مناطق في فلسطين وبلاد الشام الذين كانوا افرادها يملكونها بملكية مشتركة، فلكل فلاح حصة معينة من المجموع وكان حق التصرف بهذه الأراضي منوطا بالجماعة ككل اذ يشترك الجميع في حقوق الرعي في المساحات الواسعة المعدة لرعي الماشية وأراضي الأحراش والغابات المحيطة بالبلدة وساحة القرية العامة ومنطقة نبع الماء، ويعتبر نظام المشاع  التشاركي لادارة الأراضي والحيز العام من أهم الأنظمة التي نظمت العلاقات داخل المجتمع الفلسطيني حتى منتصف القرن العشرين ويشتق المصطلح علميا من المرحلة المشاعية البدائية وهي المرحلة الدنيا من سلم التطور الاجتماعي الذي يبدأ بالمشاعية وينتهي بالشيوعية، اما كلمة مشاع فهي تعني كل ملك عام أو مساحة عامة أو أي موارد عامة فيشمل الأرض وما عليها وما في باطنها من عيون الماء التي كانت ملك للجميع، ويعرف علم الإنسان المشاع بأنه المؤسسة أو مجموعة من القوانين والاعراف والاتفاقيات التي يتفق عليها الناس في إدارة هذه الاماكن بشكل توافقي فيه تعاون وتشارك بين أهل البلد ويعتمد على اقتسام الموارد وتوزيعها بشكل طوعي وتشاركي مما يلبي احتياجات جميع الافراد، ان ملكية المشاع تتناسب والعلاقات الاجتماعية بالمجتمع والذي غالبا ما يكون قرية واحدة، فاسلوب حياتهم واحدة ومصيرهم مشترك، ولم تكن ملكية الأرض المشاع متساوية في كافة انحاء فلسطين ويعود ذلك إلى عدة عوامل منها العامل الجغرافي الذي لعب دورا في توزريع الأرض المشاع، فسادت الملكية المشاعية في المناطق السهلية في فلسطين اذ ينجح فيها التضامن العائلي وتسود العلاقات الأبوية، بينما تقل في المناطق الجبلية التي تكون مزروعة باشجار الزيتون والفواكه ويرى البعض أن انتشار المشاع مرتبط بنظام الضرائب وحاجة القرية للتضامن من أجل مقاومة الضرائب المفروضة من قبل الدولة خاصة إذا كانوا أهل القرية جماعات ضعيفة أو من البدو الرحل المستوطنين، وفي حين يرى البعض أن انتشار المشاع مرتبط بالكثافة السكانية.
وتتميز الملكية المشتركة بالحق العام لجميع سكان القرية باستخدام اراضي القرية المشاع وخصائص المشاع ترتبط بكيفية توزيع الأرض والموارد وما يزرع فيها ان المشاع كنظام مرتبط إلى حد كبير بنوعية المحاصيل المزروعة كالقمح والشعير والحبوب الامر الذي يستدعي توفير مساحات شاسعة وخصبة، وتتغير الحصص المخصصة لكل فرد أو عائلة حسب احتياجاتها فكان الثور والمحراث والبذار هي المعايير الفعلية لتحديد القطعة وليس عدد افراد الاسرة واحتياجاتهم أو مقدار الدخل الذي يكفيهم فكلما كان الفرد يمتلك ادوات إنتاج أكثر كان يحصل على حصة أكبر وبالتالي الانتقال إلى فئة أعلى وكذلك من كان يمتلك ادوات إنتاج اقل يحصل على حصة اقل وينحدر إلى فئة الفلاحين الدنيا، لكن من الجدير بالإشارة ان نظام المشاع هو نظام عرفي لا يعترف بحقوق فردية على حساب حقوق جماعية وعلى ذلك عندما لا يمكن احداث تناسب بين ملكية ادوات الإنتاج ومساحة الأرض يتم قسمت الأرض بالتساوي. وللقسمة يوم تقرره القرية بعد موافقة جميع ذكورها البالغين، إذ يجتمعون في ساحة القرية أو المراح وهو مكان تجمع قطعان الدواب العاملة قبل خروجها للمرعى وفي بيت وجيه من وجهائهم، ويضع كل وجيه حمولة ورق شجر من نوع يختاره هو في صينية أو كيس، وياتي كل شخص محايد من السكان فيشير ان سهم الحمولة الفلانية في موقع كذا لورقة الشجر الفلانية، وهكذا الي حين ينتهي من سحب القرعة. وقد قيل ان ولدا صغيرا لا يزيد عمره عن خمس سنوات هو الذي سحب الورقة ولم يحدث ان رفض احدهم نصيبه من التقسيم. تمت القسمة من جديد بناء على طلب بعض اصحاب الاسهم، خاصة إذا شعروا ان مواقعهم وعرية بدرجة أكثر من غيرهم، أو ان حدودهم تغيرت أثر أعتداء احدهم بالحرث ليلان أو لان السهم لم يعد يعطي ناتجا مشابها لسهم الغير، أو إذا بيعت بعض قراريط من سهم قلان لغريب. وجرت العادة ان تعاد قسمة المواقع كل سنة أو ثلاث أو خمس أو عشر سنوات. وحدث ان قسمت الأرض مرة واحدة وإلى الأبد وكانها ارض مفروزة، لكنها لم تسجل في دوائر المساحة التي لم تكن قد نظمت حتى القانون العثماني للأراضي الذي صدر عام 1858.وتخضع عملية إعادة التقسيم إلى اعتبارات عدة كالوراثة في حالة الوفاة أو انقطاع الورثة وفي حالة فقدان الممتلكات والنمو السكاني وفي بعض الحالات كان يتم تقسيم المشاع بين الحمائل الموجودة في القرية وكل اسرة تحصل على حقها من حمولتها من ارض المشاع مجتمعة.  

## أنواع
والشيوع أربعة أنواع: مشاع صغير ويشمل حواكير القرى وجدرها، مراعيها وعين مائها ومقبرتها، أي انه كالسوار للقرية وينتهي في بداية الأرض الزراعية التي اعدت للمواسم الصيفية والشتوية أو للمراعي حيث يبدا المشاع الكبير. ان نسبة الأسهم في كليهما (المشاع الكبير والصغير) متساوية رغم تباين المساحة التي تكبر في المشاع الكبير. ان نسبه الأسهم نمت في القرى التي قدم اليها مهاجرون أو لاجئون، حيث اعطيت لهمن للغرباء ارض «السقط» لو بعض الأراضي الوعرية الحرجية ففتحوها وقسموها بينهم، لكنهم لم يعطوا اسهما في ارض «السليخ»، إذ بقيت هذة الأرض للسكان «القدماء» الذين لم يشاركوا في المشاع الجديد. ونستطيع ان نجد حمائل لا تملك في بعض المواقع ذات التربة الجيدة، وسهلية لاطوبوغرافيان وهذا هو أفضل مؤشر على قدوم الجد الأول لهذة الحمولة لعد القسمة الأخيرة للسليخ.
وكانت الملكية المشتركة ضرورة فرضتها ظروف الموقع الجغرافي... وفي المشاع مساواة شعرت بها المجموعات الأجتماعية القروية كالحمائل، كما ان نظام المقالب أو الوجوه ساعد على ابقاء المشاع الذي ضمن الزرع والحصاد والرعي للجميع في اوقات حددوها بايام أسموها "الطلقة" أو الهدة"، وتعني اليوم الذي ينضج فيه الموسم، ونظرا لتجاور أبناء الحمولة الواحدة سكنا وامكانية تبادل "العونة" أو "الفزعة" في العمل، فضلو الأبقاء على المشاع لتبقى اراضيهم متجاورة في الموقع الواحد. (كعمال واجيرين في الكيبوتسات والمدن اليهودية فقد هذا التكافل من مركزيته وبقي السكن المجاور لابناء الحمولة الواحدة أمر مبهم منسلخ عن الواقع).
وكانت هناك عوامل مضادة ساعدت على تقلصه تمثلت في الرغبة في تشجير بعض المساحات، خاصة تلك الحواكير المحيطة بالقرية والتي غرست بالأشجار المثمرة مثل كروم العنب والزيتون والتين أو اشجار الفاكهة، والتشجير عملية تتطلب العناية منذ الغرس إلى يوم القطف، وهذا لا يمكن ان يكون ملكا متنقلا من يد إلى أخرى.
والبيادر ارض مشاع لكنها اليوم متروكة محمية، ورغم ذلك بقيت فانها «بقيت مشاعا ما دام الفرز لم يجر في القرية»، مما تسبب في الزحف والأحتلال لهذة المساحات التي كانت جزءا من المشاع الصغير في بعض القرى. فمع الانفجار السكاني في القرى نتيجة الثورة الصحية وارتفاع مستوى المعيشة، زادت حاجة الأجيال الشابة آلة مساحات البناء، فزحفت إلى الجوار. وقد ساعد في هذا الزحف كون بعض هذا المشاع الصغير اراضي تركها اصحابها بعد سنة 1948 فتمكنت السلطاتالمختصة في إسرائيل متمثلة في حارس الأموال المتروكة واموال الدولة – من المساومة مع المحتاجين لارض بناءن فاعطتهم مساحة ما لها سعرها مقابل مساحة زراعية أخرى في المشاع الكبير لها اسعارها الزراعية، والفرق كبير بين السعر في الحالتين، وامكانية المساونة قائمة والنتيجة واضحة.
اننا نجد مساحات كثيرة غير مشجرة، لكن حاجات البلاد إلى الشجر كانت قد لبيت أثر غرس السفوح الجبلية ومنطقة الحواكير، خاصة إذا تيسر إجراء الماء إلى هذة القسائم. ولا يمكن ان ننسى ان حاجة الفلاح للقمح كان ت اشد الحاحا. وبالدنا صدرت الفواكه مجففة من زبيب وتين وجميز ومكبوسة كالزيتون، بالأضفة إلى الزيت والصابون ورب الخروب. كما صدرت البطيخ إلى مصر وتركيا، ومع ذلك فقد كان بالإمكان تشجير مساحات اوسع لو كانت الملكية خاصة غير مشتركة وكمية الماء اوفر، ولو كان انفتاحنا على أسواق العالم قد بكر أكثر، واخيرا قد يكون المشاع تسبب مع عوامل أخرى كالأمن والأستقرار في عدم قيام قرى جديدة. فالقرية بحاجة إلى جدر وارض بناء، وكلاهما على حساب المشاع الكبير الذي لم يكن ليتحمله اصحاب الاسهم فيه.

## المشاع في القانون العثماني
لقد كانت حقوق المشاع بمثابة طرق لتعزيز التعاون القروي وكان المشاع في المقام الأول علاقة اجتماعية حيث أن الديناميكيات الاجتماعية للمشاع تعني أن ثقافة الأرض المشتركة عملت لان المجتمع أدار شؤونه الخاصة وحافظ على سلطة اتخاذ القرار ولقد عاش الفلاحين وفقا للقرارات التي يتم اتخاذها وهذا كله يعني أن الأرض لم تنفصل ابدا عن المجتمع الذي عاش عليها وجعلها اساس القرار، فكانوا الافراد يشتركون باسلوب حياة واحدة ومصير مشترك وقسمت اراضي المشاع بموجب القانون العثماني إلى أربعة اقسام 1 البلطة لق وهي الاحراش الفراعية التي تقطع بالفأس والتي تكون مخصصة منذ القدم لاحتيطاب قرية أو قريتين ويحق للاهالي الانتفاع بها كما لا يدفع الاهالي على هذه الأحراش أية ضريبة الا إذا قامو أهل القرية ببيع الحطب للغير  2 محلات البيادر والتي تكون مخصصة لاهالي قرية معينة ولا يحق للاهالي اقامة بناء عليها أو زراعتها وفلاحتها 3 المراعي وتكون مخصصة لرعي مواشي قرية أو قريتين 4 المسارح والمحلات وهي الاماكن التي تستريح فيها الماشية سواء بالصيف أو الشتاء، لقد ساهم نظام المشاع بالحفاظ على الأرض وعدم تفتيتها ووقف عائقا أمام بيع الأراضي المشاع لليهود، خاصة أن ما تم تقسيمه من أراضي المشاع بين الفلاحين بعد قانون الأراضي العثماني كانت نسبته ضئيلة، صحيح أنها سنت القوانين وفقا للملكية الخاصة الا ان الحرب الحقيقة على المشاع كانت في عهد الاستعمار فمع بداية الاستعمار كانت اراضي المشاع تشكل 70-75% من فلسطين ، ولقد ساهمت مجموعة من العوامل بعدم نجاح تحقيق الأهداف المرجوة من قانون الأراضي العثماني الذي نظر له على أنه معاديا للملكية الجماعية ويسعى للقضاء عليها فرفض الفلاحين وعدم تعاونهم مع الحكومة بسبب الخوف من الضرائب والتجنيد العسكري كانت أسباب مهمة لثبات المشاع في الحقبة العثمانية. ولقد جادل مجموعة من الباحثين أن قانون 1858 لم يستوعب حقوق المشاع وأنه من غير الممكن التميز بين المشاع والاراضي المتروكة حيث كانت الاخيرة مخصصة للاستخدام العام.

## المشاع فترة الانتداب البريطاني
لقد ادخل البريطانيون نظام المسح والتسجيل المعتمد على الخرائط الكاوسترالية وسعت إلى خصخصة الأراضي المملوكة جماعيا، وربما من الصواب القول أن هذه السمة المميزة للانتداب التي يقودها المنطق الرأسمالي، فتجريد الفلاحين الاصليين اراضيهم هو شرط أساس لجعل موارد المستعمرات متاحا لتراكم رأس المال، وتتطلب إنشاء ملكية خاصة القضاء على الملكية المشتركة القائمة منذ زمن طويل وفق العادات والممارسات المرتبطة بها، واعادة صياغة علاقات جديدة مع الفلاح والأرض، ولقد شكل المشاع عقبة أمام الأهداف البريطانية وتم النظر اليه على أنه يشكل عائق امام التنمية الزراعية المحلية وانه استخدام غير منتج للموارد الطبيعية بما يتوافق مع المفاهيم الأوروبية، حيث كان تقسيم الأرض وسيلة لتحسين الزراعة وهذا ما دفع بريطانيا الموافقة على قانون 1933، ولكن هذا الادعاء البريطاني حول تقسيم المشاع لا يتناسب مع الوضع القائم حيث كان الفلاح بموضع مادي لايسمح له الأهمال بأرضه كما أن المشاع كان في المقام الأول علاقة اجتماعية تربط الفلاح بأرضه علاقة عميقة، ولتخليص فلسطين من المشاع تم تعين لجنة من قبل المفوض السامي لفحص نظام الملكية المعروف بالمشاع والتي يتم بموجبه مراجعة الأسهم الفردية وتقسيمها، ولقد تركت عملية تسوية الأراضي البريطانية تأثيرها على المشاع فقد شكل 55% من الأراضي المزروعة في 1922 و46% في عام 1930 و25% في نهاية الانتداب، لكن من الجدير بالإشارة أنه على الرغم من أن المشاع لم يكن معترف به قانونيا الا هذا لا يعني انه يمكن تجاهله فعلى الرغم من محاولة بريطانيا المستمرة لتفكيك المشاع واستخدامها مجموعة من الأليات لذلك مثل قوانين الأراضي قانون التسوية وخصخصة الملكية وسياسة الامتيازات والافتقار الاقتصادي، واجهت مقاومة من قبل الفلاحين وتصاعدت المقاومة ضد تفكيك المشاع خلال ثورة 1936-1939 حيث قادة الثورة الفلاحين والطبقات الاجتماعية التي كانت أهم استراتيجياتهم لاعاقة نظام تسوية الأراضي والدفاع عن اراضيهم، ومن الجدير بالإشارة أنه حدث تقسيم كامل للمشاع داخل مناطق الاستيطان وتم اخضاع تلك المناطق لسندات الملكية ويعود ذلك إلى أهميته السياسية حيث شكل ورسم حدود الجزء الشمالي من الدولة اليهودية القائمة في خطة التقسيم للامم المتحدة في عام 1947 ويمكننا القول أن مقاومة الفلاحين ضد المشروع البريطاني لتسوية الأرض تتعلق في النهاية بحماية المشاع فالتملك من شأنه أن يسهل فرض الضرائب من قبل الحكومة وشرائها من قبل الغرباء.

## وقف المشاع
وهو وقف شيء مشترك غير مقسوم، ويشترك في ملكيته اثنان فأكثر، سواء أكان مما يحتمل القسمة، أو لا يحتملها، ونصيب كل واحد شائعٌ، ليس بمفرز ولا مقسوم، والمشاع الموقوف، إما أن يكون مسجداً أو مقبرة، وإما أن يكون قابلاً للقسمة أو لا.

### حكم وقف المشاع الذي يقبل القسمة
اختلف الفقهاء في صحة وقف المشاع الذي يقبل القسمة ويحتملها، كالعقار، أو نصف الدار الكبيرة على قولين مشهورين:
1. قول أبو يوسف من الحنفية،[10] ورواية عن المالكية، ومذهب الشافعية والحنابلة،[11] إلى صحة وقف المشاع إن كان مما يحتمل القسمة.
2. قول محمد بن الحسن الشيباني من الحنفية،[12] ورواية عند المالكية،[13] إلى عدم صحة وقف المشاع فيما يحتمل القسمة.

### حكم وقف المشاع الذي لا يقبل القسمة
- قول المالكية بعدم صحة وقف المشاع الذي لا يحتمل القسمة،[14] وهو أحد قولين مصححين مرجحين في المذهب عندهم.[11]
- قول الجمهور من الحنفية والمالكية في قول راجح، والشافعية والحنابلة إلى صحة وقف المشاع الذي لا يقبل القسمة.[8]